# Clinozoisit
Clinozoisit là một khoáng vật silicat đảo kép thuộc nhóm epidot, có công thức hóa học là Ca2Al3SiO4Si2O7O(OH). Nó được phát hiện năm 1896 ở Tyrol, Úc. Chúng có mặt trong các đá biến chất và biến chất tiếp xúc.